# Wyszembork (gromada)
Wyszembork – dawna gromada, czyli najmniejsza jednostka podziału terytorialnego Polskiej Rzeczypospolitej Ludowej w latach 1954–1972.
Gromady, z gromadzkimi radami narodowymi (GRN) jako organami władzy najniższego stopnia na wsi, funkcjonowały od reformy reorganizującej administrację wiejską przeprowadzonej jesienią 1954 do momentu ich zniesienia z dniem 1 stycznia 1973, tym samym wypierając organizację gminną w latach 1954–1972.
Gromadę Wyszembork z siedzibą GRN w Wyszemborku utworzono – jako jedną z 8759 gromad na obszarze Polski – w powiecie mrągowskim w woj. olsztyńskim na mocy uchwały nr 18 WRN w Olsztynie z dnia 4 października 1954. W skład jednostki weszły obszary dotychczasowych gromad Boża Wólka, Boże, Budziska, Gronowo, Szczerzbowo i Wyszembork ze zniesionej gminy Wyszembork w tymże powiecie. Dla gromady ustalono 16 członków gromadzkiej rady narodowej.
31 grudnia 1961 do gromady Wyszembork włączono obszar zniesionej gromady Szestno w tymże powiecie.
Gromada przetrwała do końca 1972 roku, czyli do kolejnej reformy gminnej.